# .ga
.ga és el domini de primer nivell territorial (ccTLD) de Gabon. L'administra Gabon Telecom. El web de registre és www.nic.ga.

## Noms no convencionals
Algunes entitats s'anomenen seguint un sistema no convencional, com:
- amb-nom.ga -- ambaixades
- ch-nom.ga or chu-nom.ga -- hospitals
- ot-nom.ga -- oficines de turisme
- univ-nom.ga -- universitats
- cci-nom.ga -- empreses
- mairie-nom.ga -- ajuntaments

## Noms de domini de segon nivell[1]
- .md.ga -- Marca registrada
- .Presse.ga -- Premsa
- .gouv.ga o .go.ga -- Govern
- .org.ga o .or.ga -- Organitzacions internacionals
- .com.ga o .co.ga -- Organitzacions comercials
- .edu.ga, .ed.ga, or ac.ga -- Escoles, universitats, acadèmies
- .net.ga -- Organitzacions relacionades amb la xarxa
- .Aéroport.ga -- aeroports
- .int.ga -- Organitzacions internacionals